# NATO (bracelet)
Pour les articles homonymes, voir NATO.

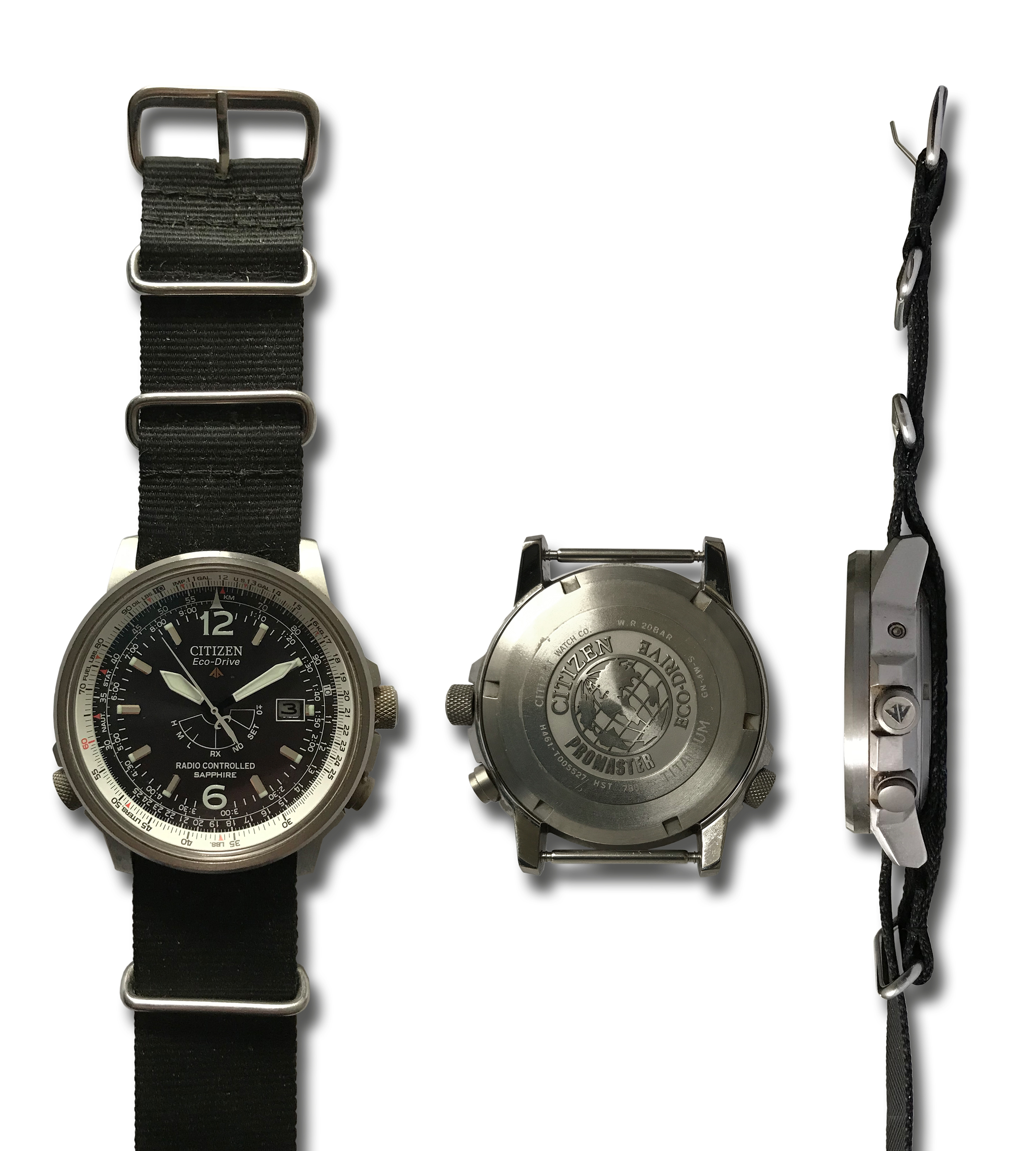
Montre équipée d'un bracelet en nylon de type NATO

NATO un type de bracelet de montre en toile (nylon) ou en cuir, qui passe sous le boîtier de la montre. Les initiales "N-A-T-O"  signifient North Atlantic Treaty Organization (ou OTAN en français)
Son design est à l'origine régi par un standard du Ministère de la Défense britannique (DefStan 66-47) : le bracelet doit être en nylon, sa taille est fixée par le standard à 280 mm de long pour 20 mm de large, et sa couleur doit être grise et unie (Admiralty Grey). On trouve cependant de nombreuses variantes de taille et de couleur dans le commerce afin de s'adapter à différentes largeurs d'entre-cornes et styles.